# Kapitan Star
Kapitan Star (ang. Captain Star, 1997–1998) – brytyjsko-kanadyjsko-hiszpański serial animowany stworzony przez Stevena Appleby'ego, Franka Cottrella-Boyce'a i Pete'a Bishopa. Serial powstał na podstawie komiksu Stevena Appleby'ego Rockets Passing Overhead.
Światowa premiera serialu miała miejsce 8 lipca 1997 roku. Ostatni odcinek został wyemitowany 27 sierpnia 1998 roku. Serial nadawany był na brytyjskim kanale ITV i na kanadyjskim kanale Teletoon. W Polsce premiera serialu miała miejsce 31 marca 1998 roku na antenie Canal+. Po raz ostatni serial pojawił się 20 kwietnia 1998 roku.

## Obsada
- Richard E. Grant jako kapitan Jim Star
- Denica Fairman jako Scarlette
- Adrian Edmondson jako Stoker "Limbs" Jones
- Kerry Shale/Gary Martin jako Nawigator Black

## Spis odcinków
| N/o            | Tytuł angielski                |
| -------------- | ------------------------------ |
|                |                                |
| SERIA PIERWSZA |                                |
|                |                                |
| 01             | The Atomic Alarm Clock         |
|                |                                |
| 02             | Day of the Zooties             |
|                |                                |
| 03             | The Worm Turns                 |
|                |                                |
| 04             | No Future                      |
|                |                                |
| 05             | Nine Heads are Better than One |
|                |                                |
| 06             | Waiting for Sputnik            |
|                |                                |
| SERIA DRUGA    |                                |
|                |                                |
| 07             | Rocket to Nowhere              |
|                |                                |
| 08             | It's Written in the Stars      |
|                |                                |
| 09             | Ned Nova                       |
|                |                                |
| 10             | The Gravity of the Situation   |
|                |                                |
| 11             | The Collector                  |
|                |                                |
| 12             | The Edge of the Universe       |
|                |                                |
| 13             | A Galaxy of Stars              |
|                |                                |